# Italo Rizzi
Italo Rizzi (Ferrara, 30 settembre 1931) è un direttore d'orchestra, violoncellista e insegnante di conservatorio italiano.

## Biografia

### Infanzia e prime esperienze lavorative

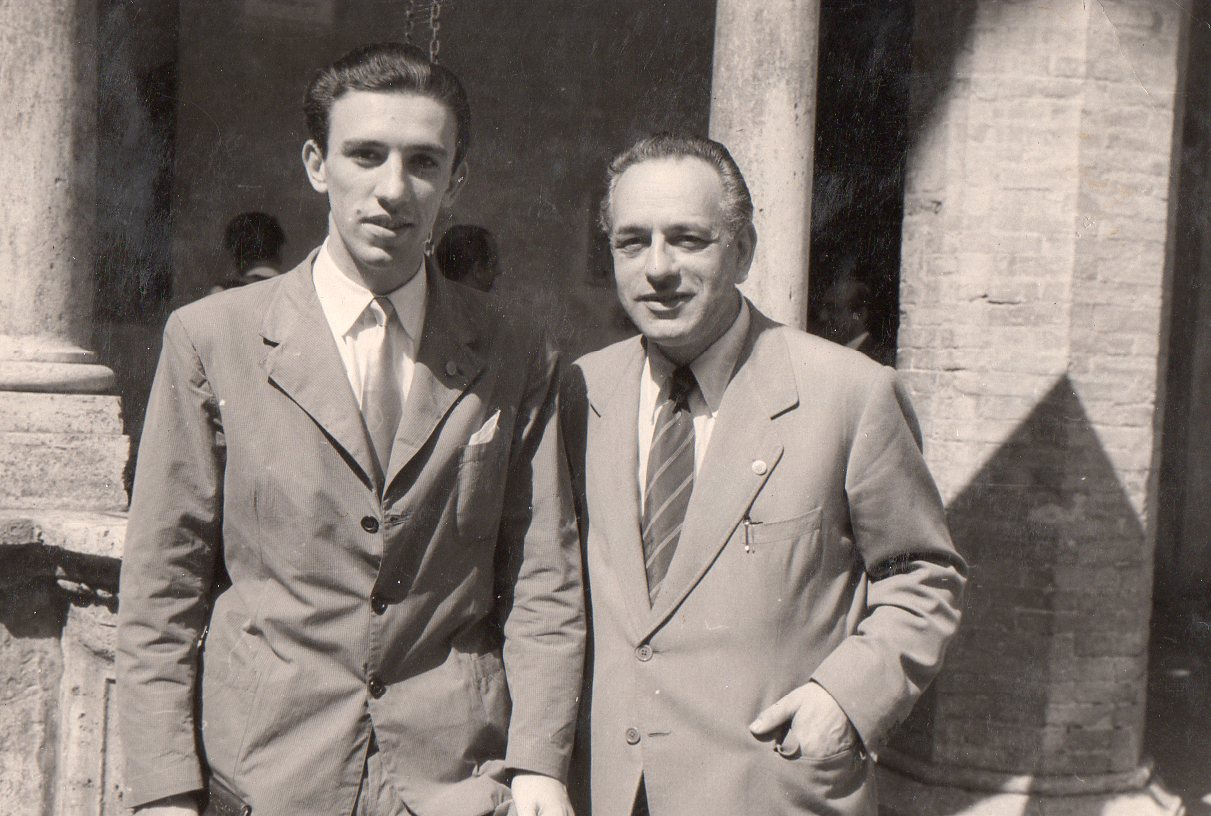
Italo Rizzi (sinistra) con il M° Gaspar Cassadò all'Accademia Chigiana

Figlio d'arte (padre violoncellista e madre arpista) nel 1950 si è diplomato presso il Conservatorio Girolamo Frescobaldi di Ferrara, sotto la guida del padre. Successivamente ha studiato Musica da Camera al Conservatorio G. B. Martini di Bologna con il M° Angelo Kessissoglù. All'Accademia Musicale Chigiana di Siena ha frequentato il corso di perfezionamento 
sotto la guida del M° Gaspar Cassadó, vincendo la borsa di studio.

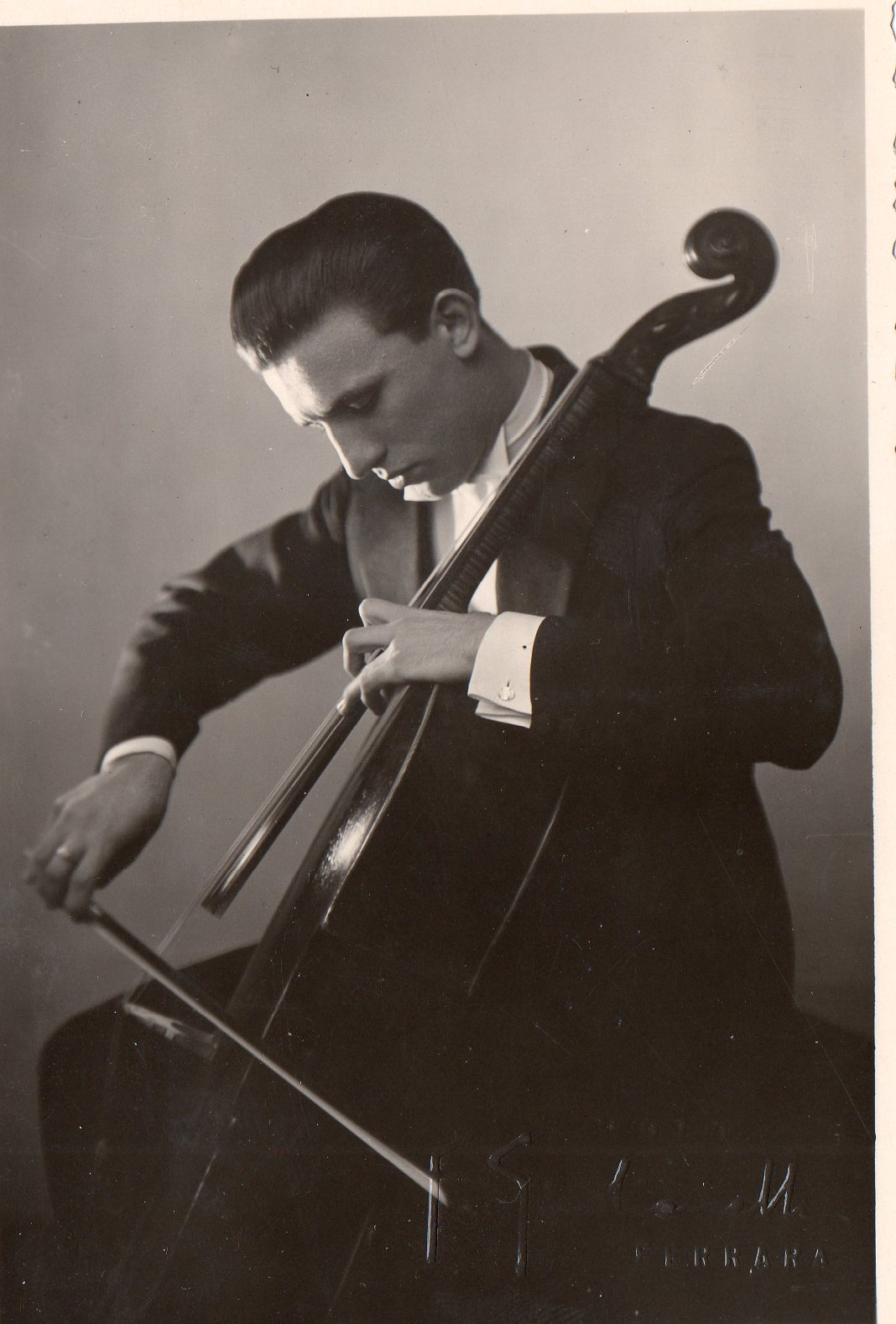
Italo a Ferrara, poco prima del viaggio in America

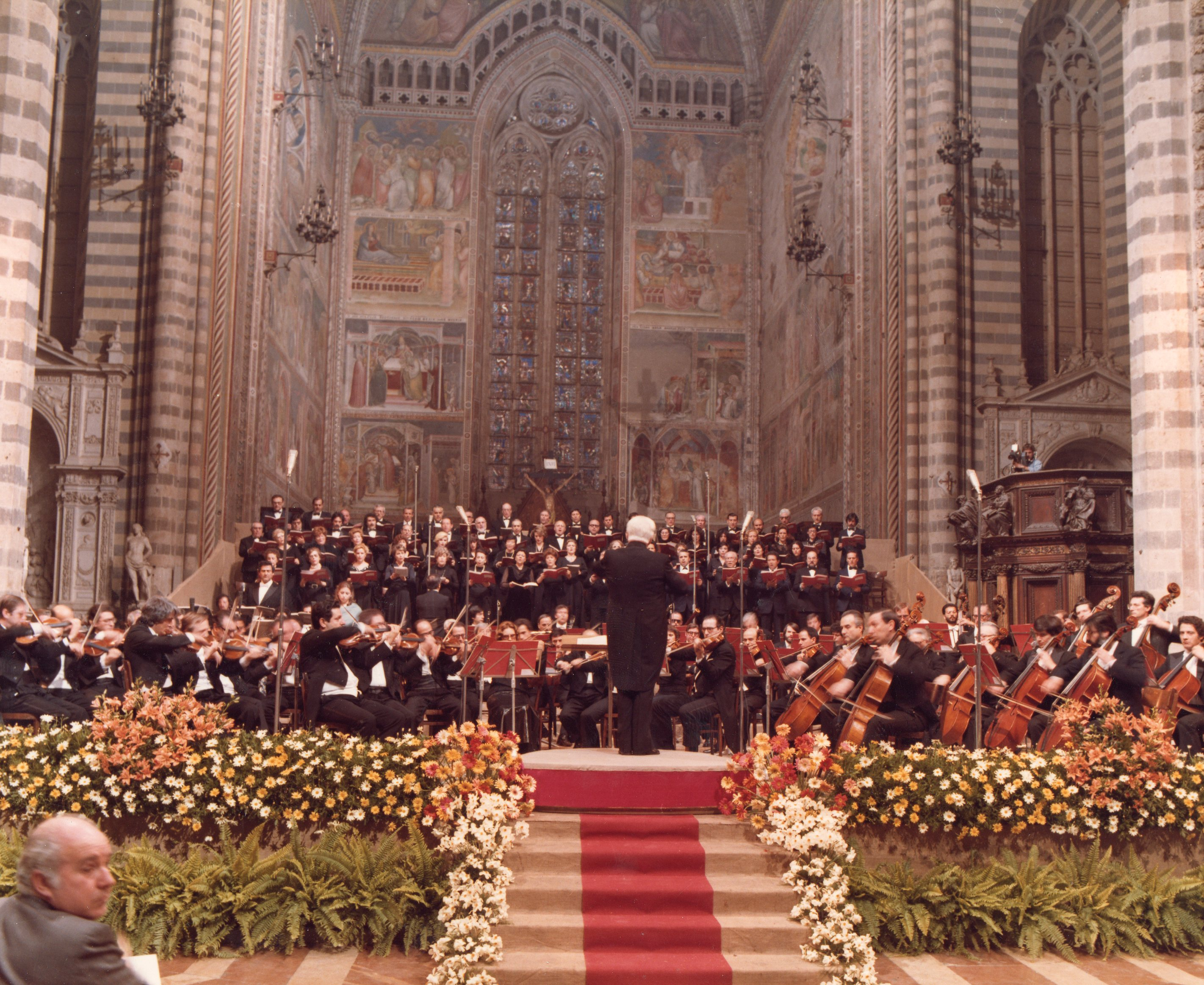
Italo Rizzi primo violoncello nell'orchestra sinfonica Rai nella cattedrale di Orvieto, in mondovisione.

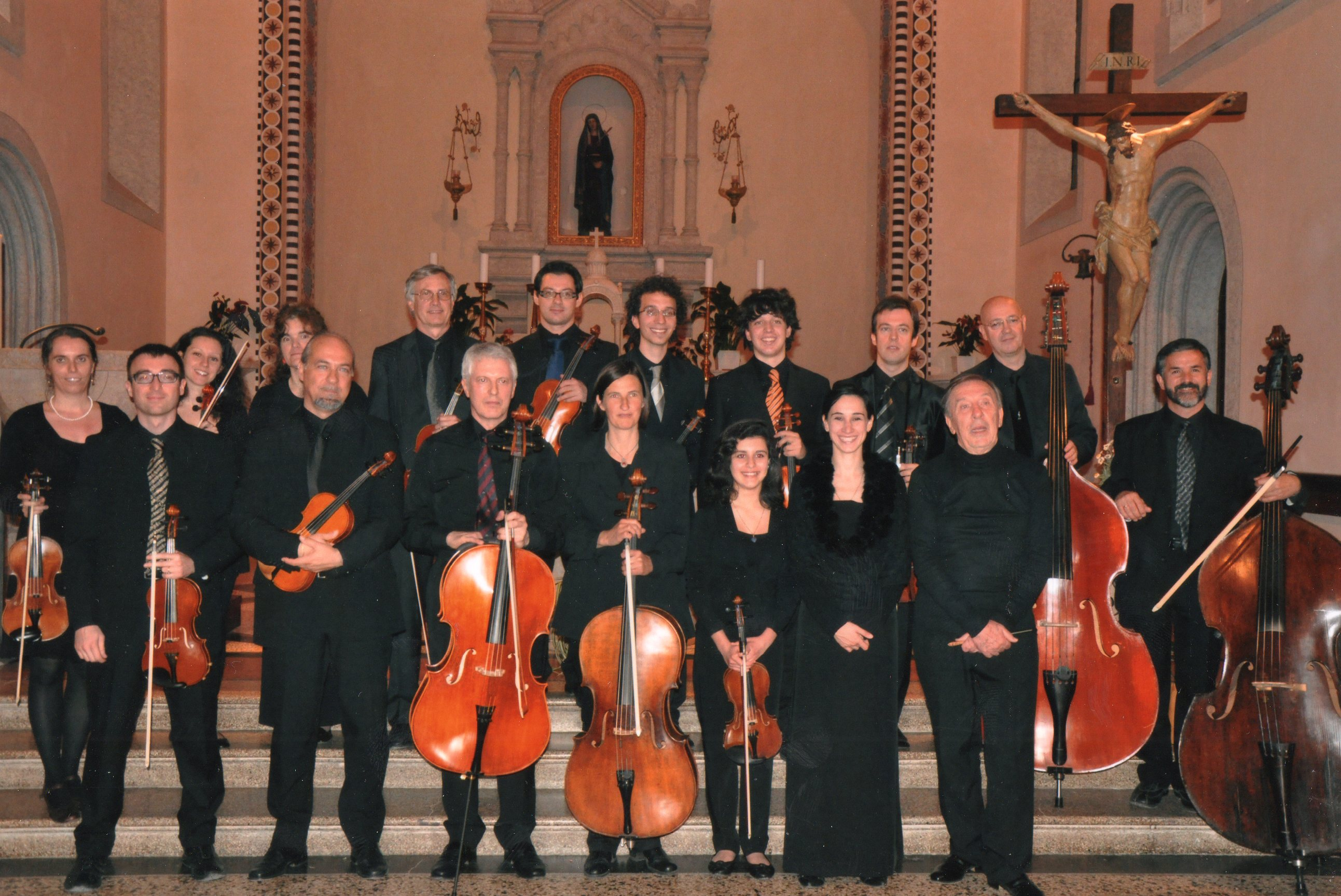
Archi della "Mozart B&G Orchestra", assieme al M° Italo Rizzi.

### Anni all'estero
Invitato come Primo violoncello presso l'Orchestra Sinfonica Brasiliana di Rio de Janeiro, dove rimane per due anni, ne divenne in breve tempo uno dei solisti più apprezzati. Durante la permanenza in Sud America svolse attività concertistica in duo con il pianista Heitor Alimonda, suonando in sale prestigiose come Radio Globo, Radio C.G.E. di Rio de Janeiro e San Paulo, oltre a incisioni discografiche come solista. Sempre in Brasile ha fatto parte del quartetto "Macabi Hebraica".

### Rientro in Italia
Al rientro in Italia, nel 1953, vinse la selezione Nazionale del concorso "Olimpiade della Gioventù Musicale" a Perugia. 
Nello stesso anno, forma un duo con il pianista Benedetto Ghiglia, collaborando come Primo Violoncello con varie orchestre, tra cui l'Orchestra del Teatro Regio di Torino, l'Orchestra del Teatro Regio di Parma, l'Orchestra Sinfonica di Roma della RAI, l'Orchestra del Teatro dell'Opera di Roma, l'Orchestra dell'Ente Lirico "Arena di Verona", l'Orchestra dello Sferisterio di Macerata, l'Orchestra del Teatro Comunale di Bologna ed Collegium Musicum Helveticum. In queste collaborazioni ebbe modo di suonare con grandi direttori d'orchestra, come Erich Kleiber, Leonard Bernstein, Sergiu Celibidache, Lorin Maazel, Heitor Villa-Lobos, Hans Swarowsky, Gianandrea Gavazzeni, Vladimir Delman, Bruno Maderna e Herbert Albert.

### Inizio dell'attività didattica
Con la vincita del Concorso Nazionale presso l'Istituto Musicale Pareggiato di Ravenna, dal 1957 divenne titolare della cattedra di Violoncello. Negli anni 1961-62-63 tenne la cattedra al Conservatorio Gioachino Rossini di Pesaro.

### Altre attività
Svolse un'apprezzata attività in diverse formazioni cameristiche, come il Trio di Bologna e successivamente il Trio di Parma, tenendo concerti per la RAI e nelle più prestigiose sale d'Europa, incluso il Teatro alla Scala di Milano. 
Dopo lo studio della direzione d'orchestra, anche sotto la guida del maestro Hans Swarowsky, fondò l'Orchestra d'Archi di Ferrara con la quale tenne oltre 140 concerti.
Fu invitato a dirigere orchestre italiane e straniere, come l'Orchestra dell'Ente Lirico "Arena di Verona", l'Orchestra Haydn di Bolzano e Trento, l'Orchestra Filarmonica Rossini di Pesaro, l'Orchestra Sinfonica dell'Emilia Romagna "Arturo Toscanini", l'Orchestra del Teatro dell'Opera di Roma, l'Orchestra Sinfonica si San Remo, la Filarmonica della Repubblica Ucraina, la Filarmonica di Odessa, la Filarmonica di Plovdiv e l'Orchestre de Règion Avignon-Provence.
Per oltre un trentennio ha ricpoperto la carica di Direttore Artistico del Festival "Musica Pomposa" e ha collaborato come Direttore Principale con l'Orchestra da camera "Benedetto Marcello" di Teramo.
Attualmente ricopre la carica di Direttore Stabile con l'Orchestra Boys & Girls Mozart di Rovereto.

## Elenco delle nomine a commissario per concorsi Nazionali ed Internazionali
| Concorso                                                        | Datazione |
| --------------------------------------------------------------- | --------- |
| Concorso Internazionale di canto “A.Peri” di Reggio Emilia      | 1972      |
| Concorso Internazionale di canto “A.Peri” di Reggio Emilia      | 1974      |
| Concorso Internazionale di canto “A.Peri” di Reggio Emilia      | 1976      |
| Concorso Internazionale di canto Teatro Comunale di Lonigo      | 1978      |
| I° concorso Internazionale “voci liriche” Teatro Borgatti Cento | 1979      |
| II° concorso Internazionale “voci liriche”Teatro Borgatti Cento | 1980      |
| III°concorso Internazionale “voci liriche”Teatro Borgatti Cento | 1981      |
| VI rassegna Nazionale di esecuzione Musicale “città di Cento    | 1986      |
| Rassegna Nazionale di esecuzione musicale “città di Cento       | 1988      |
| Concorso Nazionale di Violoncello “A.Tonelli” di Carpi          | 1989      |
| Concorso Nazionale Orchestra Sinfonica Haydn di Bolzano         | 1990      |
| XI° concorso Internazionale di canto “Mecenati” di Adria        | 1992      |
| Concorso Nazionale di Violoncello Teatro Verdi di Trieste       | 1992      |
| Concorso Nazionale di Violoncello Teatro S.Carlo di Napoli      | 1995      |
| Concorso Nazionale per I° violoncello Teatro S.Carlo di Napoli  | 1997      |

## Galleria d'immagini

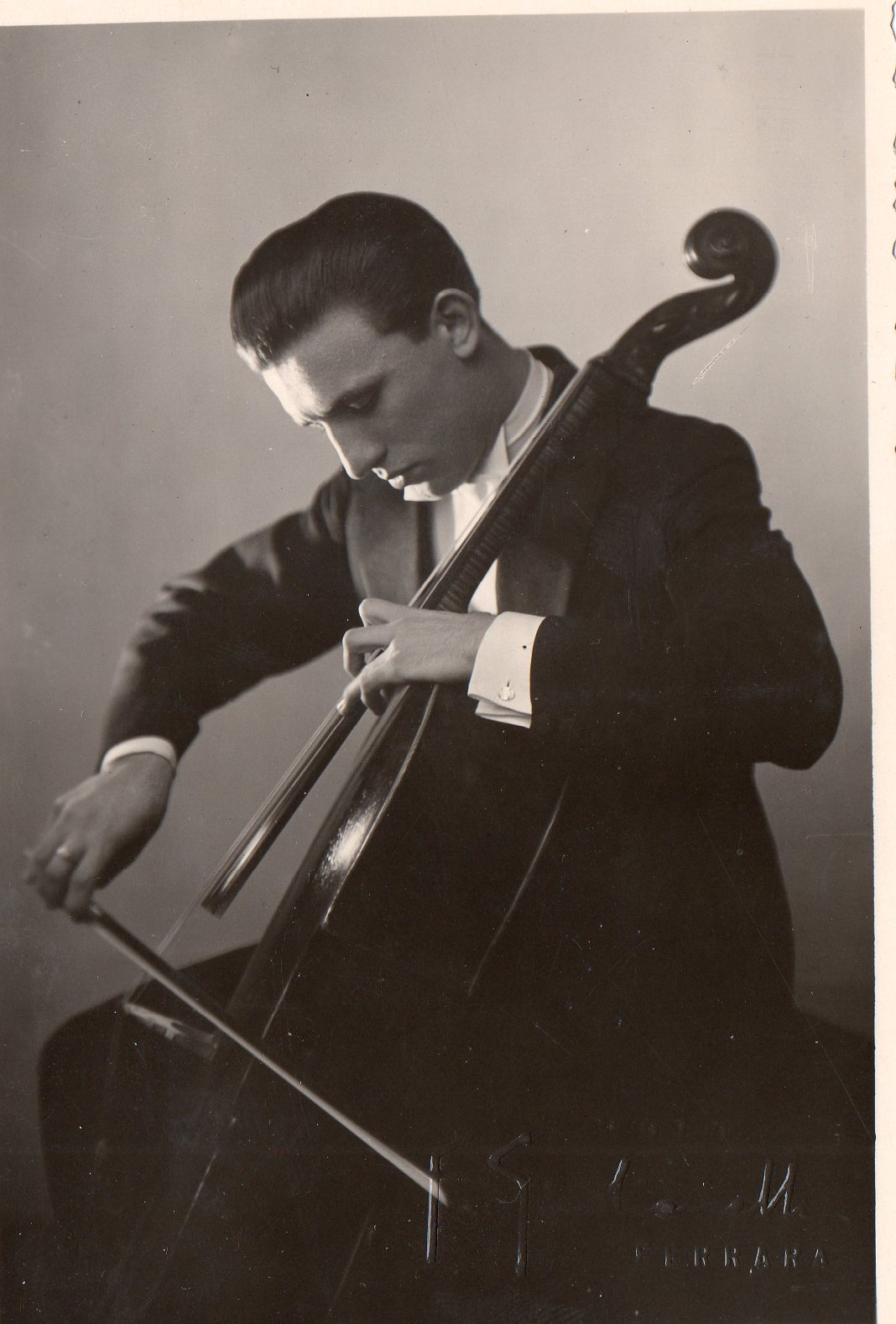
Italo a Ferrara, poco prima del viaggio in America
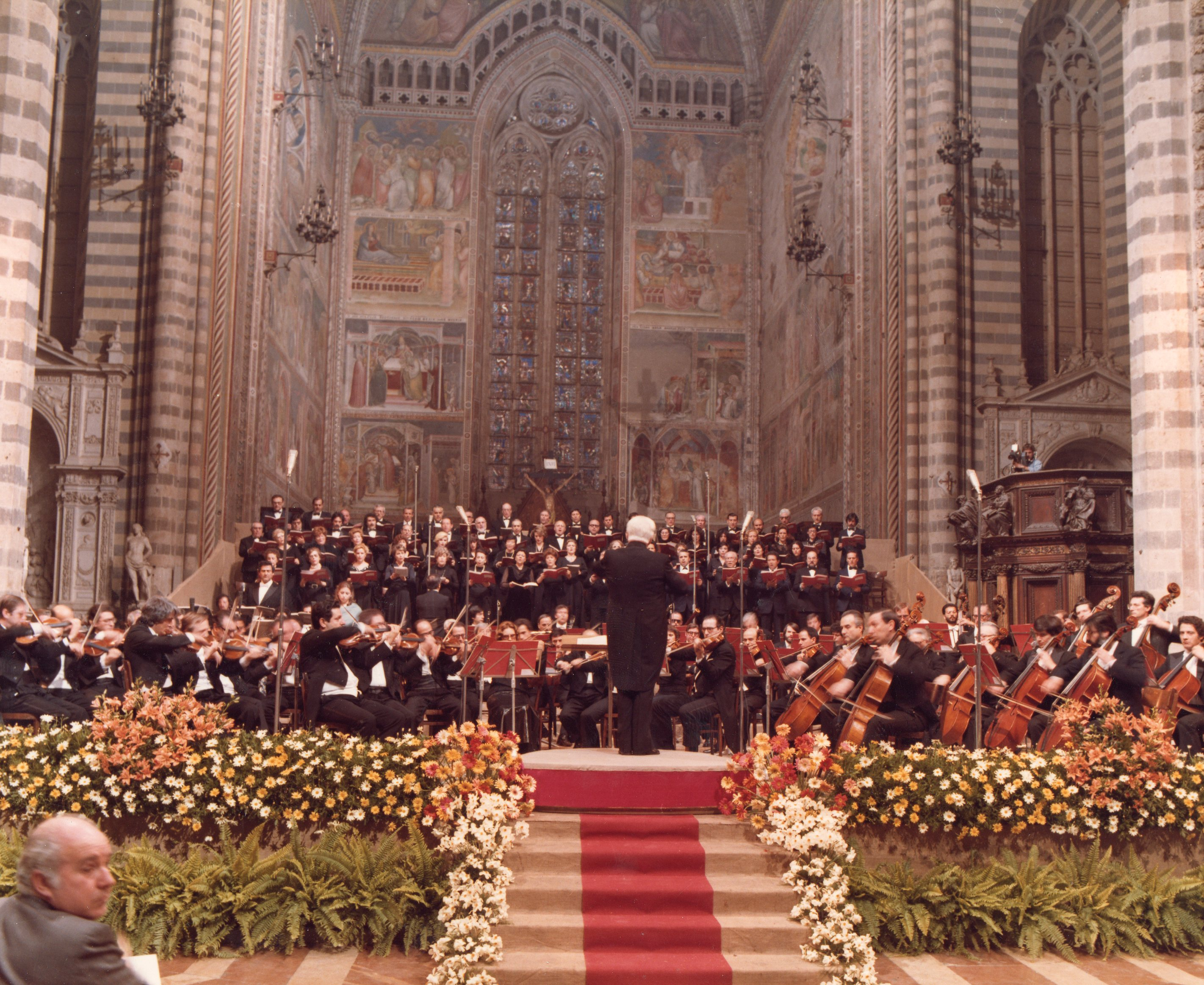
Italo Rizzi primo violoncello nell'orchestra sinfonica Rai nella cattedrale di Orvieto.
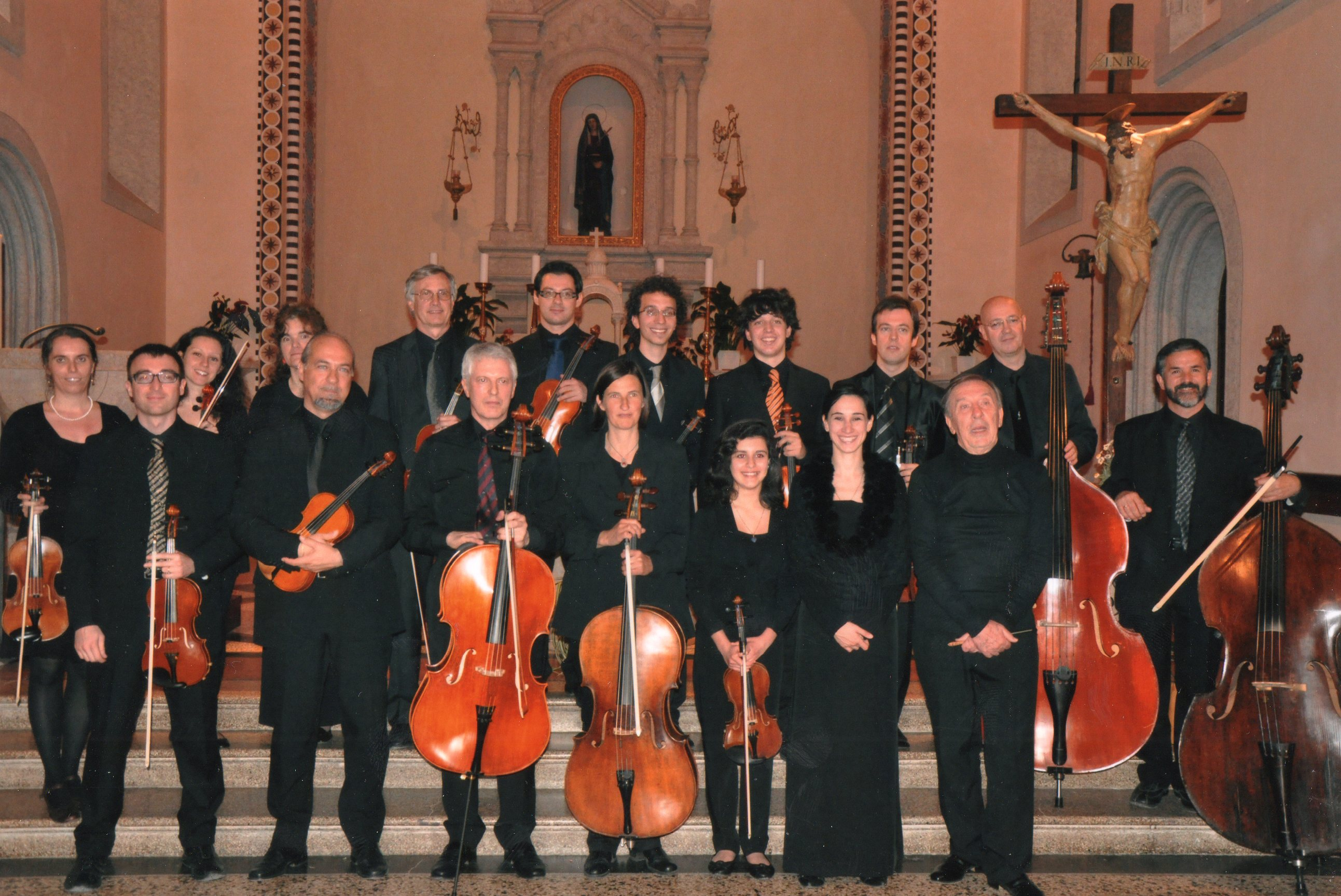
Archi della "Mozart Boys & Girls Orchestra", assieme al M° Italo Rizzi.